# Arlington (Vermont)
Arlington és una població dels Estats Units a l'estat de Vermont. Segons el cens del 2000 tenia 2.397 habitants.

## Demografia
Segons el cens del 2000, Arlington tenia 2.397 habitants, 1.009 habitatges, i 676 famílies. La densitat de població era de 21,8 habitants per km².
Per edats la població es repartia de la següent manera: un 23% tenia menys de 18 anys, un 6% entre 18 i 24, un 26,2% entre 25 i 44, un 28,3% de 45 a 60 i un 16,5% 65 anys o més.
L'edat mediana era de 42 anys. Per cada 100 dones de 18 o més anys hi havia 88,1 homes.
La renda mediana per habitatge era de 40.590 $ i la renda mediana per família de 49.412 $. Els homes tenien una renda mediana de 31.250 $ mentre que les dones 22.199 $. La renda per capita de la població era de 23.277 $. Entorn del 6,4% de les famílies i el 7,2% de la població estaven per davall del llindar de pobresa.